# Callia leucozonata
Callia leucozonata là một loài bọ cánh cứng trong họ Cerambycidae.